# Simondium
Simondium è una località abitata sudafricana situato nella municipalità distrettuale di Cape Winelands nella provincia del Capo Occidentale.
Prende il nome da Pierre Simond (1651-1713), ministro ugonotto della colonia del Capo.

## Geografia fisica
Il centro sorge a circa 12 chilometri sud della città di Paarl.